# Kőrispatak
Kőrispatak (románul Crișeni) falu Romániában Hargita megyében.

## Fekvése
Székelykeresztúrtól 30 km-re északnyugatra a Küsmöd-pataka völgyében fekszik, Etédhez tartozik.

## Nevének eredete
A rajta keresztülfolyó, kőrisfákkal szegélyezett patakról kapta a nevét. A településnév növénynévből származik.

## Története
A hagyomány szerint a falu egykor a mai Diósfalvának nevezett 
határrészen, a falutól délnyugatra feküdt és valószínűleg a tatárjárás után települt mai helyére. A falut az 1800-as évekig gyepű vette körül, melynek átlépéséért az idegennek fizetni kellett. 1910-ben 643 magyar lakosa volt. A trianoni békeszerződésig Udvarhely vármegye Székelykeresztúri járásához tartozott. 1992-ben 729 lakosából 710 magyar, 16 cigány és 3 román volt.
Híres volt a hagyományos régi népzenét játszó zenekaráról. A kőrispataki muzsikát Lajtha László gyűjtötte fel először 1944-ben.

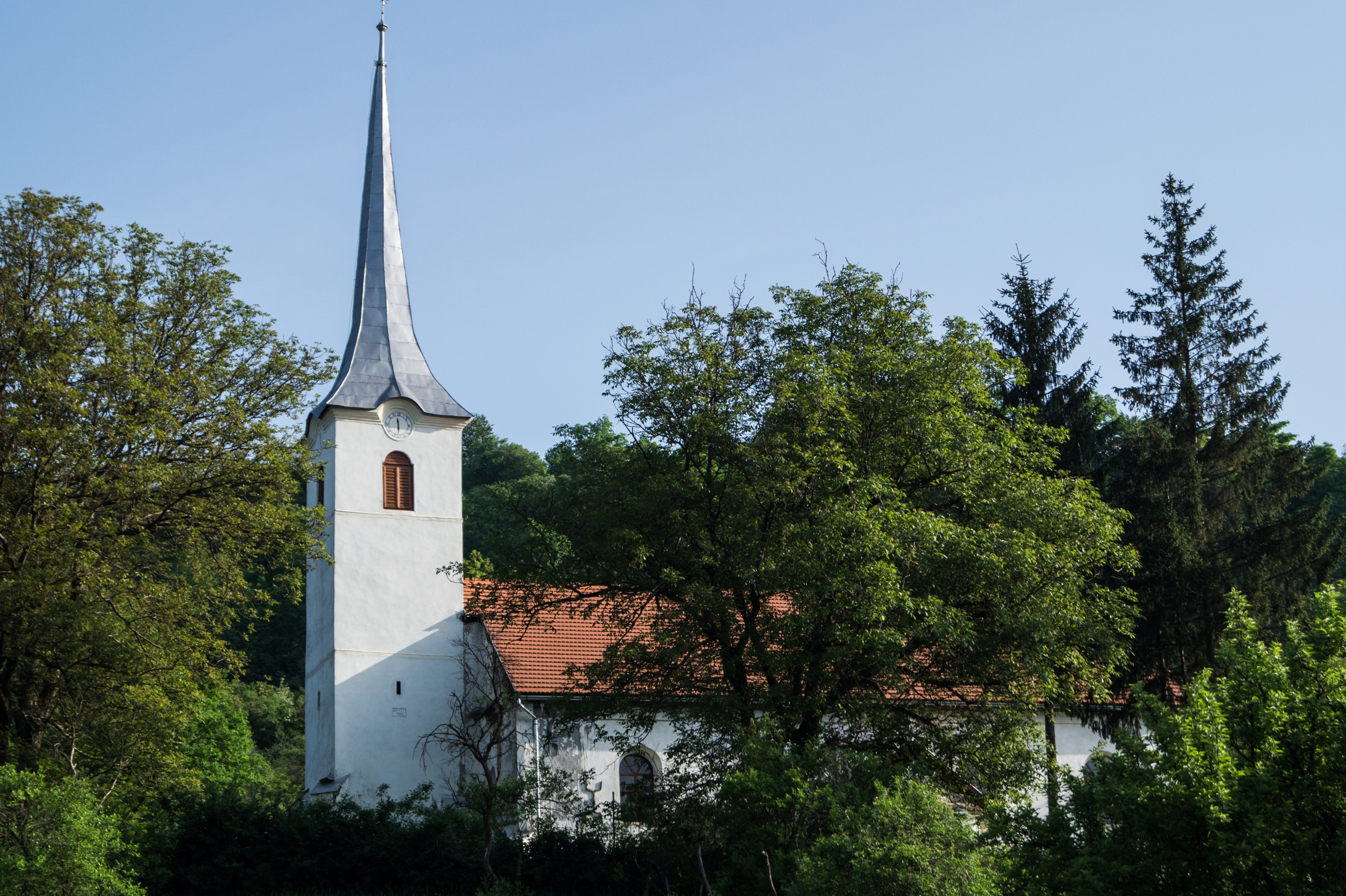
Református templom

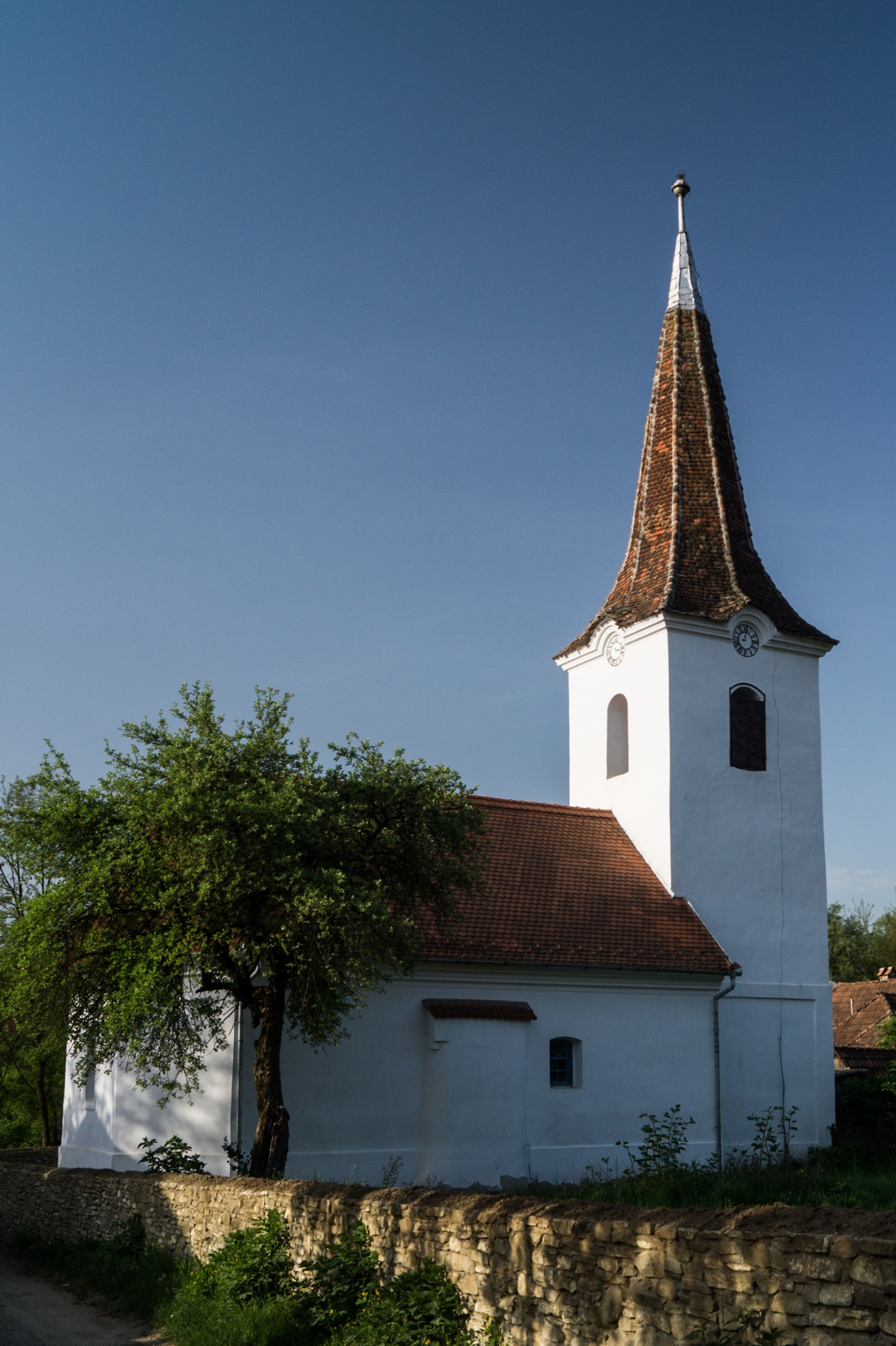
Unitárius templom

## Látnivalók
- Református temploma 1820-ban épült az ekkor leégett régi templom helyett.
- Unitárius temploma 1815-ben épült, tornya 1926-ban készült el.
- 2001 óta a faluban szalmakalap-múzeum működik, amely nagy látogatottságnak örvend. Vezetője Szőcs Lajos.[2]